# وائل غنیم
وائل غنیم با نام کامل وائل سعید عباس غنیم (متولد۲۳ دسامبر ۱۹۸۰ قاهره)، ۳۰ ساله، متولد قاهره، مهندس کامپیوتر و مدیر ارشد بازاریابی شرکت گوگل در خاورمیانه،«وائل غنیم» مدیر منطقه‌ای گوگل در خاورمیانه، فعال در اعتراضات سراسری در مصر (۲۰۱۱) در اینترنتی، مدیر صفحه کلنا خالد سعید (از قربانیان شکنجه‌های پلیس در مصر) در فیس بوک که نخستین قرار برگزاری راهپیمایی اعتراض‌آمیز در انقلاب سال ۲۰۱۱ مصر، در این صفحه اینترنتی گذاشته شد. نیروهای امنیتی مصر وائل غنیم را دو روز پس از آغاز انقلاب مصر در روز ۲۵ ژانویه ۲۰۱۱ به مدت ۱۲ روز بازداشت کردند.

## زندگی
وائل غنیم، در قاهره مصر و در یک خانواده متوسط به دنیا آمد و تا سن ۱۳ سالگی در شهر آبها عربستان سعودی زندگی کرد و سپس به قاهره بازگشت و در حال حاضر در امارات متحده عربی ساکن است، زمانی که اعتراض‌ها برای آزادی و فعالیت‌های اسلامی در حال گسترش است.
وی مدرک لیسانس خود را در رشته مهندسی کامپیوتر از دانشگاه قاهره در سال ۲۰۰۴ اخذ کرد و مدرک فوق لیسانس خود را با رتبه بالا در رشته بازاریابی و امور مالی از دانشگاه آمریکایی قاهره در سال ۲۰۰۷ کسب کرد.
وائل غنیم با یک زن مسلمان آمریکایی ازدواج کرده و دو فرزند با نام‌های اسراء و آدم دارد.

## فعالیت سیاسی وائل غنیم
وی روز ۲۸ ژانویه توسط مأموران دولتی دستگیر شد و چند روز بعد از زندان آزاد شد. پس از دستگیری وائل غنیم شرکت گوگل در بخش عربی سایت دستگیری وائل را اعلام کرد و درخواست یاری کرده بود و شماره تلفن ۰۰۴۴۲۰۷۰۳۱۳۰۰۸ را برای مخاطبان جهت رساندن هر گونه اطلاعات در مورد وائل را در سایت درج کرده بود. گوگل در ده‌ها صفحه جداگانه با عنوان‌های «أین وائل غنیم؟» «وائل غنیم کجاست» و «کلنا وائل غنیم» «همه ما وائل غنیم هستیم»، در جستجوی وائل بود.
وائل غنیم، که از سازمان‌دهندگان اصلی راهپیمایی‌های اولیه معترضان مصری بود، مدتی ناپدید شد و آزادی او از زندان، شادی و حمایت گسترده فعالان سیاسی و بلاگرهای این کشور را به‌دنبال داشت.
غنیم پس از آزادی از زندان به جمع تظاهر کنندگان بازگشت و در مصاحبه با یک شبکه تلویزیونی محلی مصر اعلام کرد که جوانان حاضر در میدان التحریر وی را به‌عنوان نماینده و سخنگوی خود معرفی کرده‌اند.
خبرگزاری الجزیره و خبرگزاری فرانسه در رابطه با زندان شدن غنیم گفته بودند که در حالی که وائل غنیم، خود گفته که نمی‌خواهد به او به چشم یک قهرمان نگاه کنند، اما معترضان که مدتی است به دنبال یک رهبر می‌گردند می‌گویند که «غنیم به نحوی برای آنان حکم رهبر را دارد.»
وائل غنیم پس از آزاد شدن، در مصاحبه با یکی از کانال‌های تلویزیونی مصری، به یاد کشته‌شدگان اعتراضات در مصر، اشک ریخت و گفت که ۱۲ روز زندان را با چشمان بسته و در بی‌خبری به‌سر برده‌است.
وی در این مصاحبه افزود گفت: 
«من قهرمان نیستم، من ۱۲ روز در خواب بودم، قهرمان آنهایی هستند که در خیابان‌ها بودند، کسانی که در راهپیمایی‌ها شرکت کردند، جان خود را فدا کردند، کتک خوردند، دستگیر شدند و جانشان به خطر افتاد.»
تصویر وائل غنیم در بسیاری از سایت‌ها دیده شده که با دستبند سبز در بین معترضین حضور پیدا کرده‌است.

### جایزه صلح نوبل
خبرگزاری‌های عصر ایران و رویترز، اعلام کرده بودند که به احتمال بسیار جایزه امسال صلح نوبل به یکی از فعالان تأثیرگذار در موج انقلاب‌ها و اعتراضات در شمال آفریقا و خاورمیانه موسوم به بهار عربی، اعطا خواهد شد.
معمولاً نام کاندیداهای دریافت جایزه صلح نوبل به‌طور رسمی اعلام نمی‌شود ولی همیشه گمانه زنی‌های نزدیک به واقعیت، مطرح می‌شود.
نام فعال زن مصری «اسراء عبدالفتاح»، از پایه‌گذاران جنبش ۶ آوریل مصر و وائل غنیم جوان مصری و مؤسس صفحه «همه ما خالد سعید هستیم» در فیس بوک که تظاهرات نخستین روز انقلاب مصر، در این صفحه هماهنگ شده بود از جمله کاندیداهای احتمالی دریافت جایزه صلح نوبل هستند.

### جوایز
- مجله تایم آمریکا وائل غنیم را به عنوان یکی از ۱۰۰ شخصیت تأثیرگذار در جهان معرفی کرد.[۱۳]
- سفارت سوئد در قاهره اعلام کرد که وائل غنیم جایزه روزنامه‌نگار آزاد و خبرنگاران بدون مرز را دریافت کرد.[۱۴]
- وائل غنیم برای بار دوم نیز در مجله اربیان بیزنس در سال ۲۰۱۱ جز ۵۰۰ شخصیت عرب تأثیرگذار معرفی شد.[۱۵]
- وائل غانم همچنین جایزه شجاعت JFK را دریافت کرد. در ۲۳ می، «کارولین کندی» دختر «جان اف کندی» رئیس‌جمهور وقت آمریکا جایزه‌های شجاعت را به الیزابت رودینبرگ و وائل غانم به نمایندگی از مردم مصر دریافت کرد، کندی دربارهٔ ارائه این جایزه به غانم گفت به نظر من هیچ‌کس سزاوار تر از غانم برای دریافت این جایزه نبوده‌است.[۱۶]